# Acer shangszeense
Acer shangszeense är en kinesträdsväxtart som beskrevs av Fang & Soong. Acer shangszeense ingår i släktet lönnar, och familjen kinesträdsväxter. Inga underarter finns listade i Catalogue of Life.